# Варламов, Алексей Иванович
Алексей Иванович Варламов (род. 24 февраля 1953 года) — доктор геолого-минералогических наук, Почетный разведчик недр, Заслуженный геолог Российской Федерации, известный российский специалист в области стратиграфии, палеонтологии и седиментологии, геологии и поисков месторождений нефти и газа.

## Биография
А. И. Варламов родился в г. Саратове. В 1963 году И. П. Варламов, отец Алексея Ивановича, переводится работать в Сибирском НИИ геологии, геофизики и минерального сырья (СНИИГГиМС), в связи с чем вся семья переезжает на постоянное место жительства в г. Новосибирск.
В 1970 году Алексей Иванович окончил школу, а в 1975 году — геолого-геофизический факультет Новосибирского государственного университета по специальности «Геология». В этом же году пришел на работу молодым специалистом в СНИИГГиМС. Работая в отделе стратиграфии и палеонтологии в должности инженера, старшего инженера и младшего научного сотрудника, А. И. Варламов занимался вопросами стратиграфии и фациального анализа кембрийских рифовых систем Сибирской платформы (1975—1983 гг.).
В период с 1983 по 1987 годы работал старшим научным сотрудником в Южно-Уральском отделении ВНИГНИ, являясь при этом руководителем тематики по обобщению и анализу результатов бурения параметрических скважин. В 1987 году он вновь возвращается в Новосибирск в соответствии с приглашением Института геологии и геофизики СО РАН СССР, в котором работал старшим научным сотрудником и руководителем темы по корреляции разнофациальных толщ кембрия, проводимой на основе комплекса методов:
- палеонтологического,
- палеофациального,
- палеомагнитного,
- циклостратиграфического.

В этот период Алексей Иванович вёл широкую научно-организационную работу по подготовке и проведению Международного симпозиума по кембрийской системе, на котором был избран в члены-корреспонденты Международной стратиграфической комиссии по стратиграфии кембрия и действительным членом Международного Седиментологического Комитета.
В 2003 году по конкурсу Варламов А. И. был избран генеральным директором СНИИГГиМС. За три года работы в этой должности А. И. Варламову удалось существенно повысить научно-производственный потенциал, привести в порядок основные фонды и значительно укрепить финансовое состояние Института.
В 2006 году А. И. Варламов был назначен Заместителем Министра природных ресурсов Российской Федерации с возложением курирования деятельности Федерального агентства по недропользованию, Росприроднадзора и международной деятельности всего Министерства. На этом важном государственном посту А. И. Варламов сосредоточился на проблемах оптимизации геологической отрасли, усилении поисковой направленности геолого-разведочных работ, реализации программно-целевого подхода и других актуальных проблемах геологического изучения недр и недропользования.
В 2010 году А. И. Варламова по конкурсу избирают генеральным директором головного института Федерального агентства по недропользованию в области геологии нефти и газа — ФГУП «ВНИГНИ».
В сферу профессиональных интересов А. И. Варламова входят различные проблемы геологии нефтегазоносных бассейнов, начиная от стратиграфии и палеонтологии, палеографии и седиментологии, прогноза нефтегазоносности, состояния и развития сырьевой базы углеводородов, до разработки месторождений нефти и газа.
В настоящее время доктор геолого-минералогических наук, почётный разведчик недр и заслуженный геолог А. И. Варламов является Президентом Ассоциации геологических организаций РФ, членом бюро Комиссии по кембрийской системе Сибирской региональной межведомственной стратиграфической комиссии, членом Международного седиментационного комитета, сопредседателем Центральной региональной стратиграфической комиссии, членом бюро Межведомственного стратиграфического комитета, главным редактором журнала «Геология нефти и газа», а также членом редколлегии журнала «Отечественная геология».
А. И. Варламов ведёт широкую научно-педагогическую деятельность, заведует кафедрой литологии в МГРИ-РГГРУ, руководит работами аспирантов, основной целью его деятельности является подготовка специалистов для отрасли и содействие повышению уровня профессиональной квалификации молодых учёных и специалистов.

## Научная деятельность
Исследования Варламова А. И. в области стратиграфии, палеонтологии и седиментологии кембрийской системы во многом способствовали разработке стратиграфических схем кембрия Сибирской платформы, которые используются при проведении геолого-съемочных работ, при построении седиментационных моделей, палеогеографических реконструкциях и глобальной корреляции, а также при прогнозе нефтегазоносности.
А. И. Варламов является одним из ведущих разработчиков «Государственной программы геологического изучения недр и воспроизводства минерально-сырьевой базы Российской Федерации», которая в настоящее время является одной из наиболее важнейших документов в области геологии и недропользования.
За последние несколько лет под руководством А. И. Варламова были развернуты углубленные исследования по изучению двух наиболее важных объектов нетрадиционных источников сланцевой нефти — баженовской и доманиковой формаций, в результате чего были оценены геологические и извлекаемые ресурсы, выявлены зоны максимальной концентрации нефти и предложены методики подсчета ресурсов и запасов. Освоение этих ресурсов позволит поддерживать текущие уровни добычи нефти на ближайшие десятилетия.

## Награды
- Медаль ЦК профсоюзов (2003)
- Знак «Отличник разведки недр» (2006)
- Лауреат международной премии имени Ханса Раусинга за лучшую работу по палеонтологии и стратиграфии (2008)
- Знак «Почетный разведчик недр» (2009)
- Медаль «За укрепление боевого содружества» (2010)
- Звание «Заслуженный геолог Российской Федерации» (29 декабря 2011) - за заслуги в области геологии и многолетний добросовестный труд[1]
- Лауреат международной Энергетической премии им. Н.К. Байбакова (2014 г.)
- Лауреат премии Правительства Российской Федерации в области науки и техники (2021)

## Публикации
Автор и соавтор многих научных публикаций, в том числе 6 монографий и более 100 научных статей.